# Château de Vautheau
Le château de Vautheau, ou château de Vauteau, (Vallis Teutatis, Vautoellum) est situé sur la commune de La Grande-Verrière en Saône-et-Loire. Il occupe une sorte de motte sur l'un des premiers contreforts du Morvan où la silhouette d'une tour et sa tourelle se dessine sous un épais manteau de lierre.

## Description
Le château fort est en ruine, et son accès est périlleux. Au milieu des arbres et du taillis qui l'ont envahi, on distingue les fossés ainsi que des pans de murs de l'enceinte d'une antique maison forte et d'une tour carrée, à triple étage, (XVIe siècle). Seule reste debout la haute tourelle d'escalier qui flanquait cette tour : sa porte est surmontée d'une accolade qui renferme un écusson. Ensemble subsistant d'une forteresse féodale du XIIe siècle. L'Abbé Baudiau nous dit : que dès le onzième siècle, on y remarquait, une chapelle seigneuriale, pour laquelle il était dû une rente de cinq sous à l'église d'Autun.
La Tour de Vautheau était le siège d'une puissante seigneurie qui s'étendait sur une partie des communes de : La Grande-Verrière, de Monthelon et de Saint-Léger-sous-Beuvray.
Le ressort de sa haute, moyenne et basse justice comprenait les hameaux : d'Enjourmain, de Machat, des Travers, des Perraux, du Vernay, de La Corvée, des Buissons, des Boulats et des Chevrons.
Cette terre appartenait aux premiers temps de la féodalité à une vieille famille de chevalerie, qui en portait le nom.
Un peu à l'écart, se trouvait un pigeonnier Renaissance qui s'est effondré voici quelques années.
Le château, propriété privée, ne se visite pas.

## Historique
- Origines

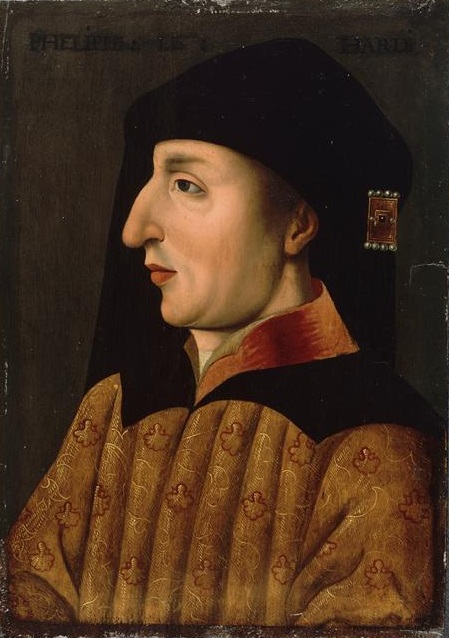
Philippe le Hardi, duc de Bourgogne

  - début XIIIe siècle : Guy de Vautheau est seigneur du lieu, inhumé vers 1200, à Saint-Martin d'Autun. Il y avait fondé son anniversaire. Il laissa plusieurs enfants :
  - Hugues de Vautheau, au nom duquel l'évêque d'Autun: Gautier II d'Autun paya en 1209, une rente de cinq sous due au chapitre, parce qu'alors il combattait au-delà des mers(in partibus transmarinis); Guillaume, qui suit; Étienne, moine à Saint-Martin; Guy, et une fille mariée à Guillaume Bruleborde.
  - Guillaume de Vautheau, Chevalier, Seigneur de Vautheau, teste en mars 1253 et choisit sa sépulture en l'église Saint-Lazare d'Autun, à laquelle il lègue un rente de 100 sous dijonnais, pour fonder son anniversaire et celui de ses ancêtres, et le meilleur de ses chevaux, avec l'équipage et les armes de son corps, pour y édifier un nouvel autel. Il exprima le souhait que chaque communauté, tant de la ville que de la banlieue, qui assisterait à son convoi, reçût, 20 sous dijonnais. Il eut de son épouse Élisabeth de Corrabeuf : Jean, Guy, chanoine d'Autun, et Marguerite, à laquelle il assigna, sur ses biens et ceux de son épouse, un revenu de 60 livres de terre pour la marier. Ceux-ci choisissent leur sépulture en l'église de l'abbaye de Saint-Martin, qui reçut du premier, une rente de 20 sous dijonnais et de l'autre, une de 40 petits tournois. Guy, fils de Jean, seigneur de Vautheau, ratifia ces deux fondations, le samedi après la fête de la Sainte Madeleine 1322.

Une alliance fit passer Vautheau à Guyot de Sissey, écuyer, qui engagea, en 1373, la moitié de sa tour et maison-forte pour 160 livres.
Catherine de Pocquières, issue d'une ancienne maison de la Marche et du Bas-Berry, porta cette seigneurie en mariage à Jacques de Choiseul-Traves, dont elle eut 6 enfants (la maison de Pocquières portait : D'argent à la bande fuselée de gueules).
- Maison de Bourgogne
  - 1375 : après avoir été partagé entre trois seigneurs, Vautheau est possédé en totalité par le duc de Bourgogne qui fait aussitôt réparer la maison forte
- Famille de Choiseul-Traves
  - 1456 : Jacques de Choiseul-Traves devient seigneur de Vautheau par son mariage avec Catherine de Pocquières
  - XVIe siècle : Claude de Choiseul-Traves, seigneur de Vautheau, fils des précédents, épouse Isabeau Hugonet de Saillans, qui lui donna deux fils et une fille, nommée Marguerite, qui se fit religieuse en 1532 à Saint-Andoche, d'Autun.
  - XVIe siècle : Jacques de Choiseul-Traves, seigneur de Vautheau, fils des précédents, épouse Claudine de Saint-Ligier ou (St Léger), il est Seigneur de Vautheau, de Traves, de Saint-Léger, en partie, huguenot exalté, tenait prêche en son château, ou se réunissaient jusqu'à set cents gentilshommes et damoiselles. Il parcourait la campagne avec ses troupes de soldats calvinistes, pillait et dévastait les églises.
  - milieu du XVIe siècle : Celse de Choiseul-Traves, seigneur de Vautheau, fils des précédents, épouse Françoise des Aubuys
  - 1578 : Jean de Choiseul-Traves, seigneur de Vautheau, fils des précédents, épouse Barbe de Chastellux, fit prisonnier en 1545, Antoine Erland, évêque de Châlons, confesseur de Catherine de Médicis, qui se rendait au concile de Trente. Le 12 janvier 1568, il ravagea, avec ses gens, le bourg de Cuisery en s'y livrant aux pires exactions.
  - 1627 : Pierre-Adrien de Choiseul-Traves, comte de Vautheau, fils des précédents, épouse Philiberte de Tenarre; il sera élu de la noblesse aux états provinciaux, en 1666. Comme premier baron de l'Autunois, assista à l'entrée solennelle de l'évêque Gabriel de Roquette, en 1653
  - 1669 : Jean-Éléonor de Choiseul-Traves, comte de Vautheau, fils des précédents, épouse Claude Cochard
  - fin XVIIe siècle : François-Éléonor de Choiseul-Traves, comte de Vautheau, fils des précédents, épouse Marie-Louise de Villars, élu des États de Bourgogne, en 1694
- Famille de Maizière
  - 1728 : le domaine est vendu à Pierre de Maizière
  - 1760 : Louis Thomas de La Vesvre, chevalier de Saint-Louis, était seigneur de Vautheau à cette date.
  - 1866 : le domaine est au comte d'Esterno
  - Aujourd'hui : le domaine appartient aux descendants du comte d'Esterno

## Héraldique
- Traves-Choiseul : D'azur à la croix d'or, cantonnée de dix-huit billettes du même, cinq dans chaque canton du chef et quatre dans chaque canton de la pointe.
- La Maison de Porcquières porte : D'argent à la bande fuselée de gueules.

## Annexe